# Unione Delta del Po
L'Unione Delta del Po era un'unione di comuni dell'Emilia-Romagna, in provincia di Ferrara, formata dai comuni di Codigoro, Goro, Lagosanto, Fiscaglia, Mesola. 

L'unione presentava una popolazione di 37.349 abitanti che si estendeva su una superficie di 438,12 km², la sede amministrativa dell'unione era Codigoro.

## Gestioni associate
Delle funzioni obbligatorie ex L.R. 21/2012 e D.Lgs. 78/2010, alla data di giugno 2016, sono gestite in forma associata:
1. Servizi Informativi Automatizzati (SIA)
2. Protezione Civile
3. Servizi Sociali
4. Polizia Locale
5. Edilizia Scolastica e Servizi Scolastici

Mentre non sono stati conferiti i servizi di:
1. Pianificazione Urbanistica
2. Gestione del Personale
3. Tributi
4. SUAP
5. Organizzazione Generale dell’Amministrazione e Finanziaria
6. Organizzazione Servizi Pubblici di Interesse Comunale, compreso il Trasporto
7. Catasto
8. Pianificazione Urbanistica ed Edilizia
9. Rifiuti urbani
10. Servizi Statistici